# Zheng Ji
Zheng Ji (født 6. maj 1900, død 29. juli 2010) var en kinesisk ernæringsekspert og biokemiker. Han betragtes som grundlæggeren af den moderne ernæringsvidenskab i Kina.